# Love Dealer
«Love Dealer» — песня нидерландской певицы Эсме Дентерс, ставшая третьим синглом с её дебютного альбома «Outta Here». Песня была записана в 2009 году совместно с американским певцом Джастином Тимберлейком. Релиз сингла состоялся 4 мая 2010 года.

## Видеоклип
Видеоклип был снят в Лос-Анджелесе 18 марта 2010 года режиссёрской командой The Malloys. Премьера состоялась 21 апреля на официальном YouTube-канале певицы, где видеоклип на данный момент имеет более тринадцати миллионов просмотров.

## Позиции в чартах
| Чарт (2010)                          | Высшая позиция |
| ------------------------------------ | -------------- |
| Бельгия (Ultratop)                   | 53             |
| Нидерланды (Dutch Top 40)            | 12             |
| Великобритания (UK Singles Chart)    | 68             |
| США (Billboard Hot Dance Club Songs) | 9              |